# Lago Junior
Lago Junior Wakalible (ur. 31 grudnia 1990 w Abidżanie) – iworyjski piłkarz występujący na pozycji napastnika w Racing Santander.